# Ригль, Алоиз
Алоиз Ригль (нем. Alois Riegl; 14 января 1858, Линц — 17 июня 1905, Вена) — австрийский историк искусства, представитель венской школы искусствознания (Wiener Schule der Kunstgeschichtе). Создатель оригинальной формальной теории исторического развития художественного стиля. Член Австрийской академии наук. Выступал против недооценки достижений предыдущих эпох, а также за признание истории искусства в качестве академической науки.

## Биография
Алоиз Ригль вырос в галицийском Заболотове, где его отец был чиновником в управлении табачной торговли. После смерти отца в 1873 году по настоянию опекуна изучал право. В 1874 г. сдал на аттестат зрелости в Кремсмюстере. Поступил в Институт Теодора фон Зикеля, где основательно изучал палеонтологию; учился у Роберта Циммермана, склонного к формализму, что привило Алоизу привычку в ходе изучения искусств стремиться к строгой объективности. Будучи историком искусства, с 1877 по 1898 служил хранителем коллекции тканей в Австрийском музее искусства и промышленности (Österreichischen Museum für Kunst und Industrie),
В Венском университете в 1889 году завершил диссертацию под руководством Рудольфа Айтельбергера, получил докторскую степень и стал ординарным профессором в университете (1897). В 1902—1905 годах был председателем «Центральной комиссия по исследованию и сохранению памятников искусства и истории» (Zentralkommission für die Erforschung und Erhaltung der Kunst- und historischen Denkmale). Несмотря на онкологическое заболевание и прогрессирующую глухоту, Ригль работал до самой смерти. Лидерство в Венской школе после преждевременной смерти Ригля перешло к чешскому историку искусства Максу Дворжаку (1874—1921). Под влиянием их совместных идей о концепции использования и дополнения (реноваций) памятников архитектуры начиналось национальное движение за охрану памятников (клуб «За старую Прагу»), участниками которого были и архитекторы-кубисты.
Сферой интересов Ригля было изучение древнеримского искусства, голландской живописи XVII века и методология сохранения исторического наследия. Для становления взглядов Ригля важное значение имела полемика с теорией Г. Земпера о материале как важнейшем элементе, определяющем законы формообразования.
Читал лекции о стиле барокко, тогда представлявшемся упадочным по сравнению с ренессансом. Последнюю монографию (1902) посвятил голландскому групповому портрету эпохи барокко. Причиной ранней смерти стал рак.

## Вклад в теорию искусства
В 1897 г. А. Ригль занял должность профессора кафедры истории искусства Венского университета. Наряду с Р. Циммерманом, Э. Гансликом, Г. Т. Фехнером он развивал эстетические идеи И. Ф. Гербарта. Ригль преобразовал эстетику Гербарта в собственную философию стиля, под которым он понимал «отношения, в которых части находятся друг к другу и к целому». Так например, чтобы подчеркнуть особенности искусства Египта и Греции от более поздней живописи, следуя за Циммерманом и Гербартом, А. Ригль подробно описал абсолютное различие осязательного и оптического стилей искусства. Осязательное искусство создаёт скульптурные образы, выделенные, как это было в Древнем Египте, из окружающего пространства. Эти статуи внушают чувство неизменности своими чёткими контурами, причём им совсем не нужны тени. В оптическом же искусстве пространство передаётся в двухмерном изображении посредством светотеней, сложных контуров и импрессионисткой игры света.
Отвергая нормативный взгляд на историю искусств как на эволюционную последовательность периодов «упадка» и «прогресса» на пути к общему идеалу, выдвинул понятие о внутренне присущей художественному творчеству художественной воле, предопределяющей своеобразие эпох искусства, в том числе периодов гаптической (осязательно-плоскостной) и оптической (пространственной) трактовки формы. Изменение формы является следствием не изменений в обществе, а импульсов, идущих от самих форм. Однако, чтобы подчеркнуть их автономность, А. Ригль ввёл понятие «художественной воли» (нем. Kunstwollen) — мощного духовного импульса, определяющего историческую эволюцию и качественное своеобразие художественных форм. Это развитие имеет не внешние, а внутренние причины, коренящиеся в имманентной художественной воле. Поэтому в истории искусства, по мнению Ригля, «оптическое развитие» не знает периодов упадка или расцвета, существуют лишь явные различия в отношении к изобразительной поверхности. Каждый из этапов «объективации воли» в равной мере необходим для существования искусства. Так Алоиз Ригль стал основоположником формальной школы искусствознания. Однако его концепция исторического развития искусства не просто формальна, в ней необычайным образом сочетаются формализм и метафизика. Отчасти эти идеи сложились под влиянием трудов Карла Шназе.
Свою концепцию Ригль изложил в книге «Проблемы стиля. Основные положения к истории орнамента» (1893). Ригль писал: «Причины, вызывающие развитие искусства, его движущие силы лежат исключительно в сфере самого искусства, в его природе». Это движение выражается в постепенном переходе от тактильного, осязательного (нем. haptischе) подхода в создании и восприятии формы у древних народов к оптическому (нем. optischе) у людей Нового времени. Одновременно эволюционирует восприятие пространства. Вначале предмет изображается в границах плоскости, затем он постепенно эмансипируется от нее, плоскость превращается в мысленное пространство, а затем уже пространство господствует над предметом.
На материале текстильного отдела венского музея ученый продемонстрировал несколько основных этапов развития стиля:
•	исторически первый стиль — геометрический, основанный на природных закономерностях симметрии и ритма; он практически одинаков для наиболее ранних, архаических стадий развития всех этнических культур;
•	второй стиль — «геральдический» (нем. Wappenstil), в котором достигает абсолюта принцип геометризации и зеркальной симметрии;
•	третий стиль — «арабесковый», в котором преобладающее значение имеют «связующие элементы», например, растительный орнамент.
Наиболее полно свою концепцию исторического развития искусства Алоиз Ригль изложил в лекциях 1897—1899 годов «Историческая грамматика изобразительных искусств» (изданы в 1963—1966 годах).
По мнению Ригля, не следует разделять искусство на чистое, или высокое, и низкое, прикладное. Художественная воля, утверждал Ригль, есть интуитивное стремление к стилю, оформлению жизни, проявляющееся во всех видах искусства, но заметнее всего, в наиболее «чистом виде», она осуществляется в художественных ремеслах, архитектуре и орнаменте, где изобразительные моменты не отвлекают от имманентных процессов формообразования. В работе «Позднеримская художественная промышленность» (материалы лекций 1898—1899 гг.) Ригль обратился к произведениям, считавшимися в то время нехудожественными и показал на их примере «развитие художественной воли».

## Вклад в теорию архитектуры
В 1907 году Алоиз Ригль приступил к изданию 21-томной энциклопедии «Австрийское искусство. Топография» (Вена, 1907—1927), параллельно с которой в 1910 году он издал работу «Вопросы стиля: основы истории науки об орнаменте», где использовал свои познания в позднеримском текстиле, чтобы начать дискуссию об эстетическом материализме Готфрида Земпера. Опровергая утверждение некоторых архитекторов, что именно свойства материала определяет художественный стиль произведения, Ригль и применил свой термин «веление искусства» или «художественное намерение» (Kunstwollen) для обозначения «автономной жизни форм». В ходе своих исследований в области искусства он сделал наиболее значительный шаг в развитии закона об охране памятников в Австрии (1903). Согласно Риглю, в основе реставрационного вмешательства лежит стремление к достижению той или иной цели, которые могут быть установлены в зависимости от общественной значимости памятника и его ценности. В своей классификации ценностей памятников архитектуры Ригль исходит из того, что любой памятник предстаёт перед нами в качестве двоякой ценности — исторической и современной, соотношение которых зависит от многих факторов. Историческая ценность в данном случае понимается как значение и состояние объекта, которые связаны с первоначальным моментом его существования, соответственно историческая ценность будет тем выше, чем сохраннее оригинал. Именно поэтому в системе критериев Алоиза Ригля особое значение приобретает «ценность давности», которая придаёт значение возрасту объекта и следам, отразившиеся на нём со временем. Автор подчеркнул документальное значение исторической ценности памятника: «Историческое — это то, что было и чего больше нет». Вместе с тем комплекс «современных ценностей» памятника определяется его общественной значимостью. Среди «современных ценностей» А. Ригль выделяет эксплуатационную и художественную ценности, так как они являются относительными и зависят от вкусов и потребностей современного общества.

## Вклад в развитие теории об охране памятников
Алоиз Ригль является не только известным историком культуры, но и теоретиком охраны и реставрации, который сделал значительный вклад в разработку целостной теории охраны памятников. Его авторству принадлежит книга «Современный культ памятников. Сущность и происхождение», которая вышла в свет в 1903 году. Значимость этой работы для теории реставрации доказывается тем, что она переведена на многие языки мира.
В своём труде Алоиз Ригль утверждает, что в наше время, когда человек живёт в историческом времени, то каждое прошлое событие является для нас незаменимым и важным звеном в этом постоянном движении и развитии. В связи с тем, что таких событий накапливается слишком много, и их количество постоянно растёт, так как история продолжает своё развитие и прямых или косвенных свидетельств о новом этапе в той или иной деятельности человека становится больше, то внимание уделяется лишь самым важным эпизодам какой-либо сферы жизни людей. Ригль писал, что свидетелем этих событий может быть любой памятник, как исторический, так и художественный. Он показывает, что также как в историческом памятнике кроется художественная ценность и информация о развитии художественного творчества, так и памятник искусства наделён исторической ценностью, представляя собой, своим образом и техникой изображения некоторую ступень развития искусства. Поэтому автор заключает, что деление памятников на «исторические» и «художественные», не является точным, в результате того, что вторые подпадают под первое понятие, и появляются среди них. Такое заключение приводит Алоиза Ригля к вопросу о том, что же ценится в произведениях искусства, неужели только их историчность? В действительности ценится больше то, что является более древним. Однако для произведения искусства не менее важны манера его исполнения, образ, красота, сочетание красок, то есть те критерии, которыми оно объективно наделено и которые включены в художественную ценность памятника. Такая ценность является независимой от историко-художественной ценности, она является важной вне зависимости от того, какое место в истории развития искусства занимает данное произведение. Выявление ценности памятника с точки зрения с мастерства художника, красоты изображенного, то есть чисто художественной ценности произведения, порождает вопрос о том, является ли эта ценность такой же самодостаточной, как и историческая, обнаруживается ли она в прошлом также явно. Или она является чисто субъективной для каждого человека, то есть следствием личностного отношения, понимания и интерпретации, в связи с чем может варьироваться и меняться в зависимости от того, кто смотрит на произведение, в какое время, век, год. В таком случае эта ценность не входит в представление о памятнике, как о произведении мемориального значения.
Алоиз Ригль писал о том, что определение художественной ценности памятника зависит от того, какой концепции придерживается исследователь. Первая подразумевает старое представление о художественной ценности произведения, которое наделялось ей в той степени, в которой оно отвечало особенностям формы и сущности прекрасного, принятой всеми, то есть считающаяся объективной. Вторая концепция связана с новым понятием, к которому Алоиз Ригль пришёл в связи с проводимыми им исследованиями, начатыми в продолжение историко-культурных идей Гердера, а именно с понятием художественной воли. Алоиз Ригль утверждал, что художественная ценность произведения искусства измеряется в соответствии с тем, насколько она соответствует потребностям современной художественной воли, которые никогда не могут быть окончательно сформированными, так как постоянно меняются в зависимости от времени и человека, то есть являются субъективными и определяются индивидуальными предпочтениями.
В связи с установлением подобного различия в понимании сущности художественной ценности должна определяться концепция и методика охраны памятника. Проблема, таким образом, заключается в том, что если не признавать абсолютной, вневременной художественной ценности, а только относительную ценность, которой памятник наделяется в зависимости от вкусов и предпочтений, то она в какой-то момент времени может утрачиваться, меняться, и должна рассматриваться не как памятная ценность, а только как настоящая, присущая конкретному историческому моменту. Когда заходит речь об охране памятника, то учитываться должна художественная ценность наравне с историко-мемориальной, именно выявление последней в данный момент наделяет памятник актуальностью. Поэтому художественную ценность надо отделять от понятия «памятника». Таким образом, выделяя две группы ценностей, а именно художественную и мемориальную, автор обозначает невозможность говорить «о памятниках искусства и истории», он говорит только о памятниках истории. Важно понимать, что памятники не наделены абсолютными смыслами и значениями, мы сами как современные созерцатели наделяем их ими.

## Избранные труды
- Altorientalische Teppiche, Leipzig 1892. Reprint Mittenwald, Mäander Kunstverlag, 1979. Mit einer bibliographischen Einführung von Ulrike Besch. ISBN 3-88219-090-6
- Stilfragen, 1893
- Volkskunst, Hausfleiß und Hausindustrie, Berlin 1894. Reprint Mittenwald, Mäander Kunstverlag, 1978 mit einem Nachwort von Mohammed Rassem. ISBN 3-88219-065-5
- Die spätrömische Kunstindustrie nach den Funden in Österreich-Ungarn dargestellt in 2 Bänden, 1901 und 1923
- Das holländische Gruppenporträt, 1902
- Der moderne Denkmalkultus, 1903. Пер. на русский: Алоиз Ригль. Современный культ памятников: его сущность и возникновение. Пер. с нем. Г. Гимельштейна. М.: ЦЭМ, V-A-C press, 2018 — 96 с.
- Gesammelte Aufsätze, Augsburg — W., 1929.